# Liste des évêques et archevêques de Bulawayo
Liste des évêques et archevêques de Bulawayo
(Archidioecesis Bulauaiensis)
La mission sui iuris de Bulawayo est créée le 4 janvier 1931, par détachement de la préfecture apostolique de Salisbury.
Elle est érigée en préfecture apostolique le 18 juillet 1932, en vicariat apostolique le 13 avril 1937, en évêché le 1er janvier 1955, puis finalement en archevêché le 10 juin 1994.

## Est supérieur de la mission
- 1926-† 1929 : Giovanni Konings (Giovanni Matteo Konings)
- 1929-1931 : siège vacant
- 1931-18 juillet 1932 : Ignatius Arnoz

## Est préfet apostolique
- 18 juillet 1932-13 avril 1937 : Ignatius Arnoz, promu préfet apostolique.

## Sont vicaires apostoliques
- 13 avril 1937-† 26 février 1950 : Ignatius Arnoz, promu vicaire apostolique.
- 23 décembre 1950-1er janvier 1955 : Adolph Schmitt (Adolph Gregory Schmitt)

## Sont évêques
- 1er janvier 1955-9 mai 1974 : Adolph Schmitt (Adolph Gregory Schmitt), promu évêque.
- 9 mai 1974-10 juin 1994 : Ernst Karlen (Ernst Heinrich Karlen)

## Sont archevêques
- 10 juin 1994-24 octobre 1997 :  Ernst Karlen (Ernst Heinrich Karlen), promu archevêque.
- 24 octobre 1997-11 septembre 2007 : Pius Ncube (Pius Alick Mvundla Ncube)
- 11 septembre 2007-20 juin 2009 : siège vacant
- depuis le 20 juin 2009 : Alex Kaliyanil (Alex Thomas Kaliyanil)

## Sources
- L'ANNUAIRE PONTIFICAL, sur le site http://www.catholic-hierarchy.org, à la page